# Notre-Dame (Quimper)

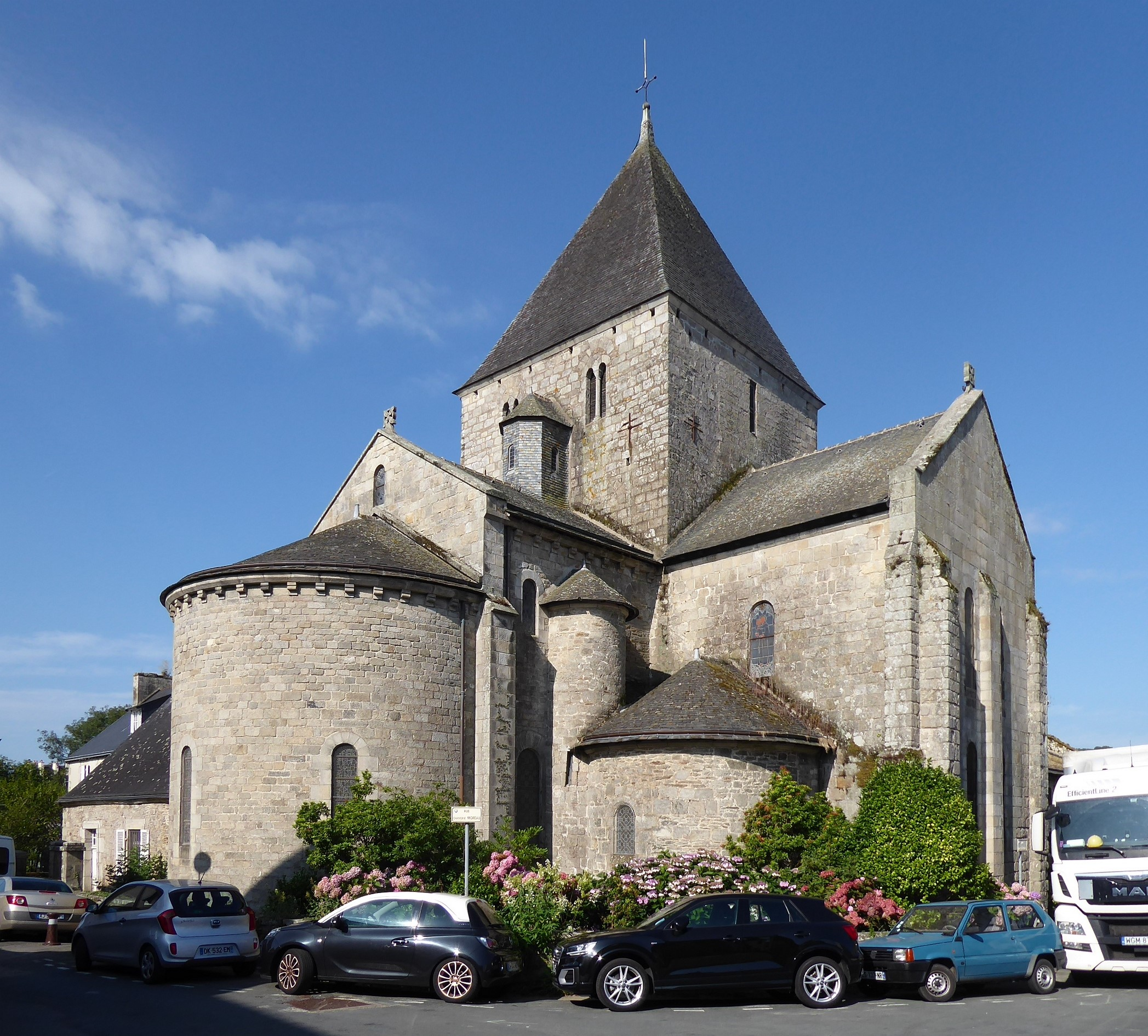
Notre-Dame, Blick zum Chor

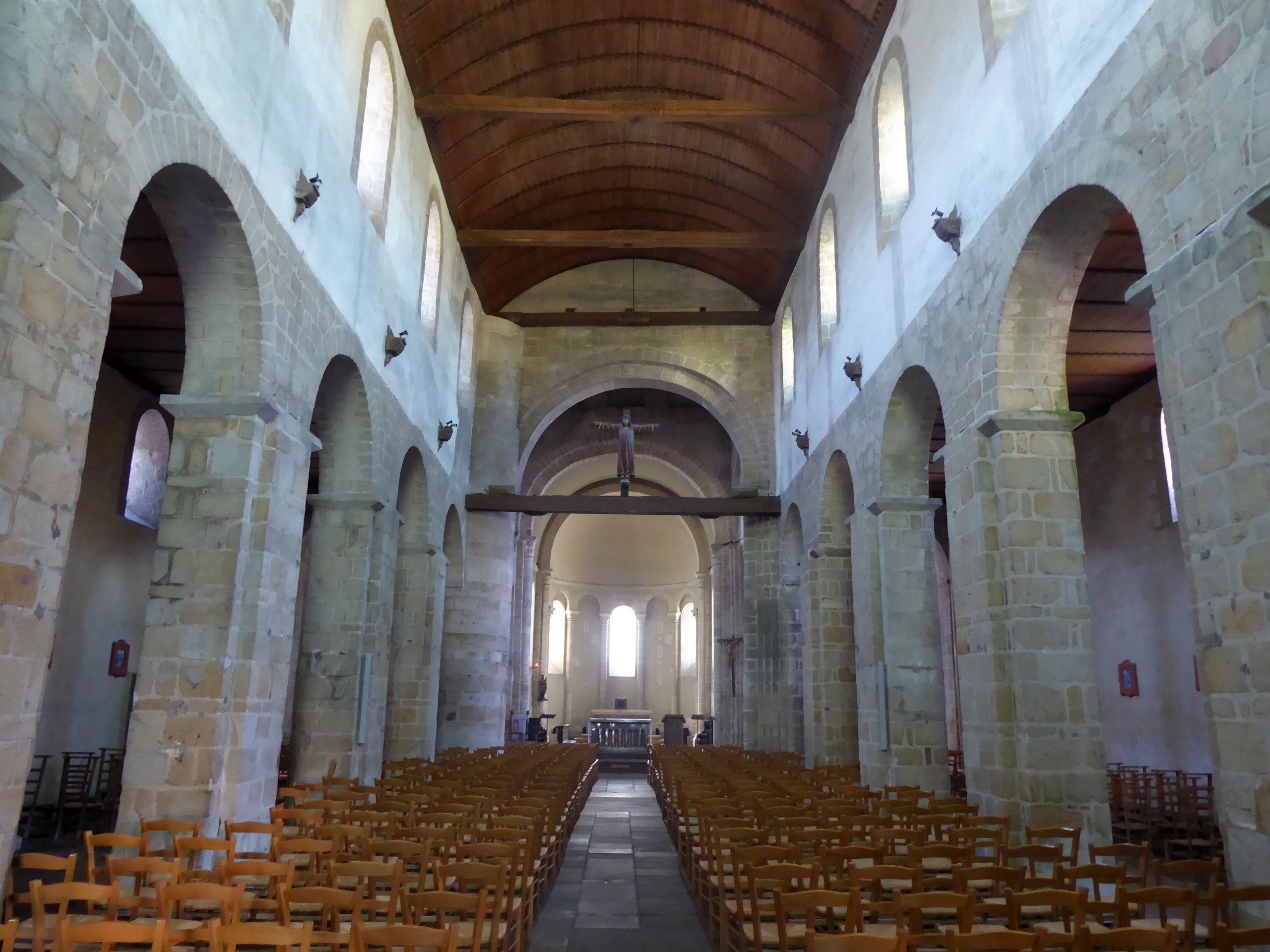
Blick durch das Langhaus

Notre-Dame ist eine römisch-katholische Pfarrkirche in Locmaria, einem Ortsteil von Quimper in der Bretagne. Die Kirche gehörte ursprünglich zu einem Priorat der Benediktinerinnen. Die Kirche ist seit 1855 als Monument historique klassifiziert.

## Geschichte
Die Unserer Lieben Frau geweihte Kirche entstand um 1200 für ein Priorat der Abtei St-Sulpice des Bois bei Rennes. Sie stellt eine dreischiffige Basilika in strengen romanischen Formen dar. Über der Vierung erhebt sich ein schroffer, ungegliederter Vierungsturm. Im Osten schließt die Kirche mit einer Dreiapsidenanlage. An das mittlere Chorjoch schließt eine große Halbkreisapsis, während die Querhausarme nach Osten jeweils mit kleineren Halbkreisapsiden schließen. Im 16. Jahrhundert wurden die Westfassade und das Portal verändert.
Im 17. Jahrhundert wurden die Prioratsgebäude südlich der Kirche neu aufgeführt. An der Südwand das Langhauses hat sich ein Kreuzgangsflügel erhalten, der in das Jahr 1670 datiert wird. Im Zuge der Französischen Revolution ging das Priorat unter. Die Kirche wurde erst 1857 einer Nutzung als Pfarrkirche zugeführt.